# Boys and Girls (album)
Pour les articles homonymes, voir Boys and Girls.
Albums de Bryan Ferry
The Bride Stripped Bare
(1978) Bête Noire
(1987)
Singles
1. Slave to Love
Sortie : Avril 1985
2. Don't Stop the Dance
Sortie : Août 1985
3. Windswept
Sortie : Novembre 1985

Boys and Girls est le sixième album studio du chanteur britannique Bryan Ferry sorti le 3 juin 1985.

## Histoire
Il s'agit du premier album du chanteur depuis la séparation de son groupe Roxy Music, dont le dernier album studio Avalon, est sorti en 1982.
Le chanteur n'avait plus sorti d'album en solo depuis The Bride Stripped Bare en 1978.
Le disque est enregistré entre 1983 et 1985 dans plusieurs studios avec la participation de nombreux musiciens renommés comme David Gilmour, Mark Knopfler, Guy Fletcher, Nile Rodgers, Omar Hakim.
Bryan Ferry dédie l'album à son père, décédé pendant l'enregistrement (« For My Father Frederick Charles Ferry 1908-1984 » inscrit sur la pochette intérieure).

## Réception
Boys and Girls est l'album avec lequel Bryan Ferry obtient le plus de succès hors Roxy Music, avec pour la seule fois de sa carrière solo, une première place dans les charts britanniques et une certification disque de platine. Aux États-Unis, le disque est certifié or avec 500 000 exemplaires vendus.
En outre, il contient deux des chansons les plus connues de Bryan Ferry, Slave to Love et Don't Stop the Dance qui ont les honneurs des hit-parades dans le monde. La première a été plusieurs fois utilisée dans des séries télévisées ou des films, notamment dans 9 semaines 1/2.

## Liste des titres
Écrits et composés par Bryan Ferry sauf Don't Stop the Dance par Bryan Ferry et Rhett Davies
| No | Titre                | Durée |
| -- | -------------------- | ----- |
| 1. | Sensation            | 5:07  |
| 2. | Slave to Love        | 4:26  |
| 3. | Don't Stop the Dance | 4:19  |
| 4. | A Waste Land         | 1:02  |
| 5. | Windswept            | 4:31  |
| 6. | The Choosen One      | 4:51  |
| 7. | Valentine            | 3:47  |
| 8. | Stone Woman          | 4:56  |
| 9. | Boys and Girls       | 5:25  |

## Classements hebdomadaires
| Classement (1985)              | Meilleure place |
| ------------------------------ | --------------- |
| Allemagne (Media Control AG)   | 9               |
| Autriche (Ö3 Austria Top 40)   | 15              |
| Canada (Canadian Albums Chart) | 11              |
| États-Unis (Billboard 200)     | 63              |
| France (IFOP)                  | 6               |
| Italie (FIMI)                  | 6               |
| Norvège (VG-lista)             | 3               |
| Nouvelle-Zélande (RIANZ)       | 3               |
| Pays-Bas (Mega Album Top 100)  | 4               |
| Royaume-Uni (UK Albums Chart)  | 1               |
| Suède (Sverigetopplistan)      | 4               |
| Suisse (Schweizer Hitparade)   | 9               |

## Certifications
| Pays                    | Certifications | Unités certifiées |
| ----------------------- | -------------- | ----------------- |
| États-Unis (RIAA)       | Or             | 500 000           |
| Nouvelle-Zélande (RMNZ) | Or             | 75 000            |
| Royaume-Uni (BPI)       | Platine        | 300 000           |

## Musiciens
- Bryan Ferry : chant, claviers

Claviers :
- Jon Carin
- Guy Fletcher

Guitares :
- David Gilmour
- Neil Hubbard
- Chester Kamen
- Mark Knopfler
- Nile Rodgers
- Keith Scott

Basse :
- Neil Jason
- Tony Levin
- Marcus Miller
- Alan Spenner

Batterie :
- Omar Hakim
- Andy Newmark

Percussions :
- Jimmy Maelen

Saxophone :
- David Sanborn

Violoncelle :
- Martin McCarrick

Cordes :
- Anne Stephenson

Chœurs :
- Alfa Anderson
- Michelle Cobbs
- Yanick Étienne
- Colleen Fitz-Charles
- Lisa Fitz-Charles
- Simone Fitz-Charles
- Virginia Hewes
- Ednah Holt
- Fonzi Thornton
- Ruby Turner